# Медицинская библиотека имени Харви Кушинга и Джона Хэя Уитни
Медицинская библиотека имени Харви Кушинга и Джона Хэя Уитни (англ. Harvey Cushing / John Hay Whitney Medical Library) — центральная библиотека Йельской школы медицины Йельского университета. Современное название носит с 1990 года, до того была известна как Медицинская библиотека Йельского университета.

## История
Отдельная специализированная медицинская библиотека в Йельском университете была создана в 1814 году. К 1865 году она насчитывала 1200 томов.
Современное здание библиотеки было построено в 1941 году в как Y-образный дополнительный зал к медицинскому залу Мемориальной библиотеки Стерлинга.
В 1990 году библиотека была отремонтирована и расширена за счет средств Бетси Кушинг Уитни, средней дочери основоположника мировой нейрохирургии, профессора Йельского университета Харви Кушинга и вдовы миллионера, филантропа, издателя Нью-Йорк Геральд Трибьюн, посла США в Великобритании, выпускника Йельского университета Джона Хэя Уитни.

## Интересные факты
- В 1718 году британский купец Элайху Йель пожертвовал доходы от продажи девяти тюков товаров, портрет короля Георга I и 417 книг Коллегиальной школе Коннектикута, которой было присвоено его имя. Среди пожертвованных им книг к категории медицинской литературы относились две.